# Marga Tani
Marga Tani is een bestuurslaag in het regentschap Ogan Komering Ilir van de provincie Zuid-Sumatra, Indonesië. Marga Tani telt 1323 inwoners (volkstelling 2010).